# عيسى الدراوي
 عيسى الدراوي (1980 الجزائر) هو لاعب كرة قدم جزائري.

## روابط خارجية
- عيسى الدراوي على موقع ناشيونال فوتبول تيمز (الإنجليزية)